# Útěk do Budína
Útěk do Budína (slovensky Útek do Budína) je koprodukční (česko-slovensko-maďarský) film natočený podle stejnojmenného románu Vladislava Vančury.

## Obsazení
| Lenka Vlasáková            | studentka Jana    |
| Ondřej Sokol               | Tomáš Barányi     |
| Bolek Polívka              | Štefan Barányi    |
| Irena Konvalinová          | matka Myslbeková  |
| Petr Motloch               | Brém              |
| Klára Sedláčková           | Dora Brémová      |
| Lenka Krobotová            | Alžběta Nedbalová |
| Kamil Halbich              | Hugo Nedbal       |
| Miroslav Donutil           | Jožka             |
| Dóra Gryllusová            | Helena            |
| Karin Olasová              | Lujza             |
| Ferenc Hujber              | Atilla Boráros    |
| Andrej Hryc                | Dubec             |
| Matej Landl                | Šulek             |
| Martina Stehlíková-Válková | Dáša              |
| Bohumil Klepl              | Dášin otec        |
| Tomáš Krejčíř              | Egon Schmidt      |
| Vít Bednárik               | Matej             |
| Emöke Vincze               | Mara              |
| Ady Hajdu                  | doktor            |
| Petr Nárožný               | Srdínko           |
| Jiří Menzel                | hrabě             |
| Bořivoj Návratil           |                   |
| Aleš Háma                  |                   |
| Ljuba Krbová               |                   |
| Ladislav Gerendáš          |                   |
| Otto Ševčík                |                   |
| Jiří Knot                  |                   |
| Bronislav Poloczek         |                   |

Poznámka: Pro televizi byl zpracován jako pětidílný seriál.